# Ophryophryne gerti
Ophryophryne gerti és una espècie de granota que viu a Laos i el Vietnam.
Està amenaçada d'extinció per la pèrdua del seu hàbitat natural.